# Nadycze
Nadycze (ukr. Надичі) – wieś w rejonie lwowskim (wcześniej w rejonie żółkiewskim) obwodu lwowskiego, założona w 1446 r. W II Rzeczypospolitej miejscowość była siedzibą gminy wiejskiej Nadycze. Miejscowość liczy 371 mieszkańców.